# Hurrikaani-Loimaa
L'Hurrikaani-Loimaa è una società pallavolistica maschile finlandese con sede a Loimaa: milita nel campionato finlandese di Lentopallon Mestaruusliiga.

## Rosa 2018-2019
| N° | Nome             | Ruolo | Data di nascita  | Nazionalità sportiva |
| -- | ---------------- | ----- | ---------------- | -------------------- |
| 1  | Jesse Mäntylä    | L     | 24 marzo 1987    | Finlandia            |
| 2  | Peter Vuorinen   | S     | 4 febbraio 2001  | Finlandia            |
| 3  | Antti Ropponen   | O     | 17 agosto 1995   | Finlandia            |
| 5  | Tapio Toiviainen | S     | 23 novembre 1995 | Finlandia            |
| 6  | Tomi Rumpunen    | S     | 11 aprile 1987   | Finlandia            |
| 7  | Eemeli Kouki     | S     | 26 ottobre 1991  | Finlandia            |
| 8  | Karri Kutinlahti | C     | 26 gennaio 1995  | Finlandia            |
| 9  | Matthew West     | P     | 1º ottobre 1993  | Stati Uniti          |
| 10 | Matti Toivola    | P     | 31 gennaio 1996  | Finlandia            |
| 12 | Aleksi Mutka     | L     | 23 marzo 1995    | Finlandia            |
| 13 | Henrik Porkka    | C     | 14 gennaio 1998  | Finlandia            |
| 14 | Kasimir Vuorinen | S     | 28 agosto 1995   | Finlandia            |
| 15 | Matti Oivanen    | C     | 26 maggio 1986   | Finlandia            |

## Palmarès
- Campionato finlandese: 1

2023-24